# پنجه گربه (فیلم)
پنجهٔ گربه (انگلیسی: The Cat's-Paw) یک فیلم کمدی به کارگردانی  سام تیلور است که در سال ۱۹۳۴ منتشر شد.

## بازیگران
- هارولد لوید
- یونا مرکل
- جرج باربیر
- نت پندلتن
- گرانت میچل
- ادوارد الین وارن
- وارن هایمر
- جی. فارل مک‌دانلد
- مت مک‌هیو
- گریس بردلی
- آلن داینهارت
- ایوان لینو
- فرانک شریدان